# Leiopelma auroraensis
Leiopelma auroraensis ist ein ausgestorbener Froschlurch aus der Familie der Neuseeländischen Urfrösche (Leiopelmatidae). Die Art ist nur vom Holotypus bekannt, den der neuseeländische Paläozoologe Trevor H. Worthy im Februar 1984 in der Aurora Cave nahe dem Lake Te Anau in der neuseeländischen Region Fiordland zu Tage förderte.

## Merkmale
Leiopelma auroraensis war ein robuster Froschlurch mit einer geschätzten Kopf-Rumpf-Länge von 60 mm. Die Vorderbeine und die Hinterbeine waren nahezu gleich lang. Anhand von Knochenvergleichen von adulten Tieren der Leiopelma-Arten errechnete Worthy eine Ähnlichkeit von 77,8 Prozent zur rezenten Form Leiopelma hochstetteri und eine Ähnlichkeit von 86,9 Prozent zur ebenfalls ausgestorbenen Art Leiopelma markhami.

## Aussterben
Leiopelma auroraensis starb vermutlich vor über 2000 Jahren nach der Einschleppung der Pazifischen Ratte (Rattus exulans) auf Neuseeland aus.